# 72 Herculis
72 Herculis, som är stjärnans Flamsteed-beteckning, är en ensam stjärna i den mellersta delen av stjärnbilden Herkules. Den har en skenbar magnitud på ca 5,38 och är svagt synlig för blotta ögat där ljusföroreningar ej förekommer. Baserat på parallaxmätning inom Hipparcosuppdraget på ca 69,8 mas, beräknas den befinna sig på ett avstånd på ca 47 ljusår (ca 14 parsek) från solen. Den rör sig närmare solen med en heliocentrisk radialhastighet på ca –79 km/s.

## Egenskaper
72 Herculis är en gul till vit stjärna i huvudserien av spektralklass G0 V. Den har en massa som är ca 0,9 solmassor, en radie som är ca 1,2 solradier  och utsänder ca 1,3 gånger mera energi än solen från dess fotosfär vid en effektiv temperatur på ca 5 600 K.
72 Herculis är en misstänkt variabel, som varierar mellan visuell magnitud +5,38 och 5,45 och varierar utan någon fastställd periodicitet.
Enligt Washington Visual Double Star Catalog för 1996 finns två visuella följeslagare till 72 Herculis. Den första har en skenbar magnitud av 9,7 och ligger separerad med 289,1 bågsekunder. Den andra är separerad med endaast 8,7 bågsekunder och är av magnitud 12,9. Det är okänt om dessa följeslagare är gravitationellt bundna till 72 Herculis.